# Presbytis thomasi
El langur de Thomas (Presbytis thomasi) es una especie de primate catarrino de la familia Cercopithecidae.

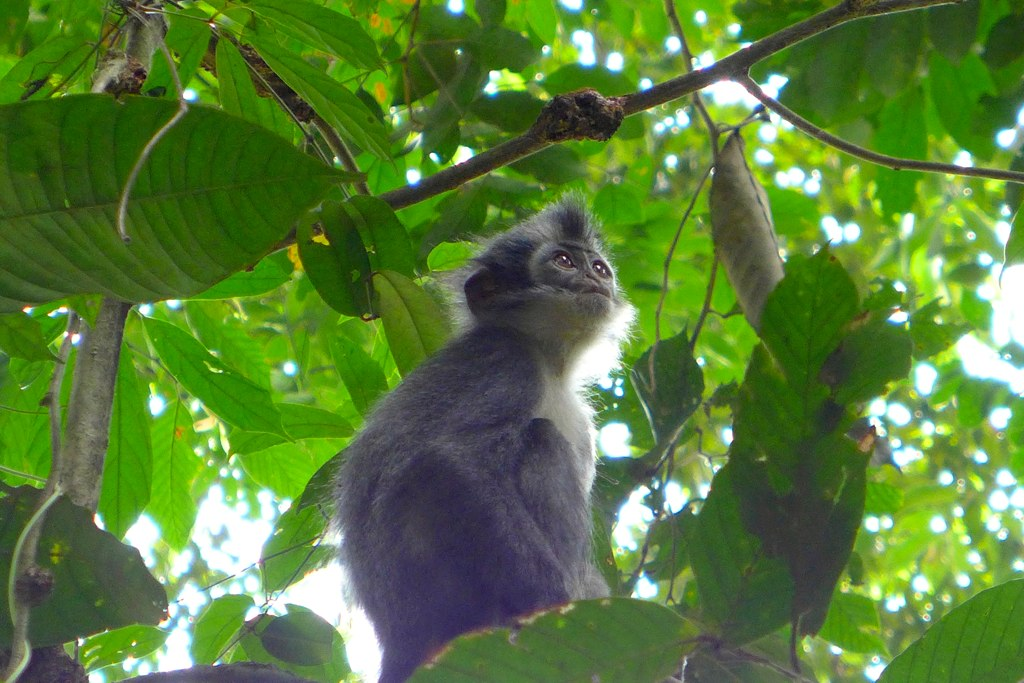
Cría de langur de Thomas.

Es endémico de Sumatra (Indonesia). Su hábitat natural es el bosque tropical y subtropical. Se encuentra amenazado por la pérdida de hábitat.